# Ray-Ban
«Ray-Ban» — американське підприємство-виробник сонцезахисних окулярів та оправ для коригувальної оптики. Першу модель було випущено у 1937; її звали «авіаторські окуляри» та призначалася для пілотів військово-повітряних сил.
Протягом 1930-х — 1940-х «Ray-Ban» співпрацював з оборонним комплексом США та поставляв свою продукцію як амуніцію для військових. У післявоєнне десятиріччя «Ray Ban» випускає нову модель — Wayfarer.
Із самого початку бренд «Ray-Ban» був власністю компанії Bausch & Lomb. У 1999 торговельну марку було продано італійській компанії Luxottica за 1,2 мільярда доларів.